# 弥生美術館
弥生美術館（やよいびじゅつかん）は、東京都文京区弥生にある、弁護士・鹿野琢見によって1984年6月に創設された私立美術館である。

## 概要
鹿野琢見が収集した戦前の叙情挿画家高畠華宵および竹久夢二の作品等の出版美術コレクションを基にしており、高畠の作品をはじめとする明治・大正・昭和の挿絵画家によるレトロ・浪漫な作品が蒐集・展示されている。企画展が年4回（3か月毎）に1階および2階のフロアで実施されており、3階フロアは高畠華宵作品の常設展示室となっている。
初代館長は竹久不二彦（竹久夢二の次男）が務めていた。2023年現在、琢見の次女の「服部聖子」が館長を務めている。
1990年には同創設者により隣接する竹久夢二美術館が開設され、夢二作品は同館で展示されている。両美術館は内部に連絡通路があり行き来ができ、入館券で弥生美術館と竹久夢二美術館の両方を観覧できる。
姉妹館に立原道造記念館があった（2011年2月で閉館）。
2009年12月21日には皇后美智子が来館し、「創刊100周年記念 日本で最も愛された少女雑誌『少女の友』展」を観覧した。
2016年2月、『日本の妖美　橘小夢展』により、日本アート評価保存協会から「第3回秀逸企画賞」を受賞した。

## 主な収蔵作品等
- 肉筆画[5]
  - 高畠華宵・加藤まさを・蕗谷虹児・一木弴・岩田専太郎・須藤しげる・木村荘八・小村雪岱・岡本帰一・松本かつぢ・嶺田弘・深谷美保子・田中良・中原淳一・山口将吉郎・伊藤彦造・樺島勝一・初山滋・武井武雄・黒崎義介・河野通勢・鏑木清方・北野恒富・杉浦非水
- 雑誌資料
  - 少女の友・少女・少女クラブ・主婦之友・新青年・少年倶楽部・キング・婦人世界・コドモノクニ・面白倶楽部・新少女・講談倶楽部・ひまわり
- 文書・軸等
  - 伊藤博文・犬養毅・石川啄木・岡倉天心・小川芋銭・小堀遠州・小林一茶・伊達政宗・高杉晋作・田中正造・土井晩翠・野口雨情・藤田東湖・吉田松陰・吉川英治

## アクセス
- 地下鉄千代田線根津駅より徒歩7分
- 地下鉄南北線東大前駅より徒歩7分
- JR東日本上野駅より徒歩20分

## 弥生美術館の企画展をまとめた書籍
- 『弥生美術館―夢二と大正ロマンの画家たち』 弥生美術館、1984.5
- 『少年少女 ふろくコレクション―痛快懐かし付録満載』 中村圭子・堀江あき子・弥生美術館（編）、藝神出版社、1996.8
- 『江戸川乱歩と少年探偵団』 堀江あき子（編）、河出書房新社、2002.10
- 『昭和美少年手帖（らんぷの本）』 中村圭子（編）、河出書房新社、2003.6
- 『乙女のロマンス手帖』 堀江あき子（編）、河出書房新社、2003.9
- 『高畠華宵 大正・昭和レトロビューティー』 松本品子（編）、河出書房新社 2004.1
- 『長沢節 伝説のファッション・イラストレーター』 内田静枝（編）、河出書房新社、2004.4
- 『石原豪人（らんぷの本）』 中村圭子（編）、河出書房新社、2004.7
- 『昭和モダンキモノ―叙情画に学ぶ着こなし術』 弥生美術館・中村圭子（編）、河出書房新社、2005.1
- 『女学生手帖―大正・昭和乙女らいふ』 内田静枝、弥生美術館（編）、河出書房新社、2005.4
- 『こどもパラダイス---1920〜1930年代 絵雑誌に見るモダン・キッズらいふ』 堀江あき子・谷口朋子（編）、河出書房新社、2005.10
- 『岩田専太郎（らんぷの本）』 松本品子、弥生美術館（編）、河出書房新社、2006.1
- 『松本かつぢ----昭和の可愛い!をつくったイラストレーター』 弥生美術館・内田静枝、河出書房新社、2006.4
- 『少女雑誌ふろくコレクション（らんぷの本）』 中村圭子・外舘惠子、河出書房新社、2007.10
- 『華宵のおしゃれ教室―麗し乙女のロマンチック・バイブル』 弥生美術館・松本品子（編）、河出書房新社、2007.12
- 『山川惣治―「少年王者」「少年ケニヤ」の絵物語作家』 三谷薫・中村圭子（編）、河出書房新社、2008.3
- 『日本の「かわいい」図鑑　ファンシー・グッズの100年』 中村圭子（編）、河出書房新社、2012.4
- 『怪獣博士! 大伴昌司「大図解」画報』 堀江あき子（編）、河出書房新社、2012.6
- 『田村セツコ HAPPYをつむぐイラストレーター』 内田静枝（編）、河出書房新社、2012.10
- 『モノクロームへの眼差しー濱野彰親挿絵原画集』 松本品子（編）、ラピュータ、2012.12
- 『魔性の女挿絵集　大正〜昭和初期の文学に登場した妖艶な悪女たち』 中村圭子（編）、河出書房新社、2013.3
- 『薔薇の鉄索 村上芳正画集』 田中幸一（監）本田正一・堀江あき子・竹上晶（編）、国書刊行会、2013.7
- 『伊藤彦造 降臨！神業絵師』 松本品子・三谷薫（編）、河出書房新社、2013.12
- 『髙荷義之 鋼の超絶技巧画報』 髙荷義之・堀江あき子編、河出書房新社、2014.10
- 『橘小夢 幻の画家 謎の生涯を解く』 加藤宏明・加藤千鶴（監）・中村圭子（編）、河出書房新社、2015.3
- 『女の子のあこがれを描いたファッションイラストレーター 森本美由紀』 内田静枝（編）、河出書房新社、2015.6
- 『「りぼん」おとめチック・ワールド 陸奥A子』 陸奥A子・外舘惠子（編）、河出書房新社、2015.9
- 『上村一夫 美女解体新書』 松本品子（編）、国書刊行会、2015.12
- 『耽美・華麗・悪魔主義 谷崎潤一郎文学の着物を見る』 大野らふ・中村圭子（編）、河出書房新社、2016.3

## 弥生美術館に関する作品
- 久世光彦 「豹（ジャガー）の目に射抜かれて」『怖い絵』 文藝春秋、1991.11
- 久世光彦 「螢火の館　弥生美術館」『昭和幻燈館』 中公文庫、1992.8